# Allium turcicum
Allium turcicum là một loài thực vật có hoa trong họ Amaryllidaceae. Loài này được Özhatay & Cowley mô tả khoa học đầu tiên năm 1994.